# 옥시리스속
옥시리스속(Oxyrrhis)은 와편모충류 속의 하나이다. 옥시리스 마리나(Oxyrrhis marina) 등을 포함하고 있다. 옥시리스강(Oxyrrhidophyceae 또는 Oxyrrhea)의 유일속이다.